# Arthur Milgram
Arthur Norton Milgram (Filadélfia, 3 de junho de 1912 — 30 de janeiro de 1961) foi um matemático estadunidense.
Fez contribuições em análise funcional, combinatória, Geometria diferencial, topologia, equações diferenciais parciais e teoria de Galois. Talvés uma de suas mais famosas contribuições seja o teorema de Lax–Milgram — um teorema da análise funcional que é particularmente aplicável no estudo de equações diferenciais parciais. No livro de Emil Artin Galois Theory, Milgram também discute algumas aplicações da teoria de Galois. Milgram é co-autor de Verallgemeinerung eines graphentheoretischen Satzes von Rédei com Tibor Gallai em 1960.
Em 1937 Milgram obteve o Ph.D. na Universidade da Pensilvânia, orientado por John Robert Kline (aluno de Robert Lee Moore). Sua tese foi Decompositions and Dimension of Closed Sets in Rn.
Na década de 1950 Milgram foi para a Universidade de Minnesota em Minneapolis e ajudou a formar o grupo de equações diferenciais parciais.«Partial Differential Equations» (em inglês)